# Kazakhstan aux Jeux olympiques d'été de 2024
 (février 2024).
Le Kazakhstan participe aux Jeux olympiques de 2024 à Paris. Il s'agit de sa 8e participation à des Jeux olympiques d'été.
L'athlète Olga Safronova et le boxeur Aslanbek Shymbergenov (en) sont nommés porte-drapeau de la délégation.

## Délégation
Le meneur de la délégation est le boxeur Makhmud Sabyrkhan (en).
Le plus jeune membre de la délégation est le taekwondoïste Batyrkhan Toleugali (en), âgé de dix-sept ans.

## Nombre d’athlètes qualifiés par sport
Voici la liste des qualifiés et sélectionnés kazakhstanais par sport (remplaçants compris) :
| Sport                                                                               | Hommes | Femmes | Total |
| ----------------------------------------------------------------------------------- | ------ | ------ | ----- |
| Athlétisme                                                                          |        |        |       |
| Aviron                                                                              |        |        |       |
| Badminton                                                                           |        |        |       |
| Basket-ball                                                                         |        |        |       |
| Boxe                                                                                | 7      | 3      | 10    |
| Breakdance                                                                          |        |        |       |
| Canoë-kayak                                                                         |        |        |       |
| Cyclisme                                                                            |        |        |       |
| Équitation                                                                          |        |        |       |
| Escalade                                                                            |        |        |       |
| Escrime                                                                             |        |        |       |
| Football                                                                            |        |        |       |
| Golf                                                                                |        |        |       |
| Gymnastique                                                                         |        |        |       |
| Haltérophilie                                                                       |        |        |       |
| Handball                                                                            |        |        |       |
| Judo                                                                                |        |        |       |
| Lutte                                                                               |        |        |       |
| Sports aquatiques • Natation sportive • Plongeon • Natation artistique • Water-polo |        |        |       |
| Pentathlon moderne                                                                  |        |        |       |
| Rugby à sept                                                                        |        |        |       |
| Skateboard                                                                          |        |        |       |
| Surf                                                                                |        |        |       |
| Taekwondo                                                                           |        |        |       |
| Tennis                                                                              |        |        |       |
| Tennis de table                                                                     |        |        |       |
| Tir                                                                                 |        |        |       |
| Tir à l'arc                                                                         |        |        |       |
| Triathlon                                                                           |        |        |       |
| Voile                                                                               |        |        |       |
| Volley-ball • En salle • Beach-volley                                               |        |        |       |
| Total                                                                               |        |        | 80    |

## Bilan général
| Sport               | Médaille d'or, Jeux olympiques | Médaille d'argent, Jeux olympiques | Médaille de bronze, Jeux olympiques | Total | Rang pays |
| ------------------- | ------------------------------ | ---------------------------------- | ----------------------------------- | ----- | --------- |
| Athlétisme          |                                |                                    |                                     |       |           |
| Aviron              |                                |                                    |                                     |       |           |
| Badminton           |                                |                                    |                                     |       |           |
| Basket-ball         |                                |                                    |                                     |       |           |
| Boxe                |                                |                                    |                                     |       |           |
| Breakdance          |                                |                                    |                                     |       |           |
| Canoë-kayak         |                                |                                    |                                     |       |           |
| Cyclisme            |                                |                                    |                                     |       |           |
| Équitation          |                                |                                    |                                     |       |           |
| Escalade            |                                |                                    |                                     |       |           |
| Escrime             |                                |                                    |                                     |       |           |
| Football            |                                |                                    |                                     |       |           |
| Golf                |                                |                                    |                                     |       |           |
| Gymnastique         |                                |                                    |                                     |       |           |
| Haltérophilie       |                                |                                    |                                     |       |           |
| Handball            |                                |                                    |                                     |       |           |
| Judo                |                                |                                    |                                     |       |           |
| Lutte               |                                |                                    |                                     |       |           |
| Natation            |                                |                                    |                                     |       |           |
| Natation artistique |                                |                                    |                                     |       |           |
| Pentathlon moderne  |                                |                                    |                                     |       |           |
| Plongeon            |                                |                                    |                                     |       |           |
| Rugby à sept        |                                |                                    |                                     |       |           |
| Skateboard          |                                |                                    |                                     |       |           |
| Surf                |                                |                                    |                                     |       |           |
| Taekwondo           |                                |                                    |                                     |       |           |
| Tennis              |                                |                                    |                                     |       |           |
| Tennis de table     |                                |                                    |                                     |       |           |
| Tir                 |                                |                                    |                                     |       |           |
| Tir à l'arc         |                                |                                    |                                     |       |           |
| Triathlon           |                                |                                    |                                     |       |           |
| Voile               |                                |                                    |                                     |       |           |
| Volley-Ball         |                                |                                    |                                     |       |           |
| Water-polo          |                                |                                    |                                     |       |           |
| Total               |                                |                                    |                                     |       |           |

| Jour       | Médaille d'or, Jeux olympiques | Médaille d'argent, Jeux olympiques | Médaille de bronze, Jeux olympiques | Total |
| ---------- | ------------------------------ | ---------------------------------- | ----------------------------------- | ----- |
| 26 juillet |                                |                                    |                                     |       |
| 27 juillet |                                |                                    |                                     |       |
| 28 juillet |                                |                                    |                                     |       |
| 29 juillet |                                |                                    |                                     |       |
| 30 juillet |                                |                                    |                                     |       |
| 31 juillet |                                |                                    |                                     |       |
| 1er août   |                                |                                    |                                     |       |
| 2 août     |                                |                                    |                                     |       |
| 3 août     |                                |                                    |                                     |       |
| 4 août     |                                |                                    |                                     |       |
| 5 août     |                                |                                    |                                     |       |
| 6 août     |                                |                                    |                                     |       |
| 7 août     |                                |                                    |                                     |       |
| 8 août     |                                |                                    |                                     |       |
| 9 août     |                                |                                    |                                     |       |
| 10 août    |                                |                                    |                                     |       |
| 11 août    |                                |                                    |                                     |       |
| Total      |                                |                                    |                                     |       |

| Sexe   | Médaille d'or, Jeux olympiques | Médaille d'argent, Jeux olympiques | Médaille de bronze, Jeux olympiques | Total |
| ------ | ------------------------------ | ---------------------------------- | ----------------------------------- | ----- |
| Hommes |                                |                                    |                                     |       |
| Femmes |                                |                                    |                                     |       |
| Mixte  |                                |                                    |                                     |       |
| Total  |                                |                                    |                                     |       |

## Médaillés
| Sport | Discipline | Athlète(s) | Performance | Date |
| ----- | ---------- | ---------- | ----------- | ---- |
|       |            |            |             |      |

| Sport | Discipline | Athlète(s) | Performance | Date |
| ----- | ---------- | ---------- | ----------- | ---- |
|       |            |            |             |      |

| Sport | Discipline | Athlète(s) | Performance | Date |
| ----- | ---------- | ---------- | ----------- | ---- |
|       |            |            |             |      |

## Résultats

### Aviron
Vladislav Yakovlev participe aux épreuves de skiff masculin aux Jeux olympiques d'été de 2024.

### Badminton
| Athlète         | Compétition   | Phase de groupes | Phase de groupes | Phase de groupes | 1/8e de finale   | Quarts de finale | Demi-finales     | Finale / 3e place | Finale / 3e place |
| Athlète         | Compétition   | Adversaire Score | Adversaire Score | Rang             | Adversaire Score | Adversaire Score | Adversaire Score | Adversaire Score  | Rang              |
| --------------- | ------------- | ---------------- | ---------------- | ---------------- | ---------------- | ---------------- | ---------------- | ----------------- | ----------------- |
| Dmitriy Panarin | Simple hommes | Kenta Nishimoto  | Brian Yang       | e du gr. ...     |                  |                  |                  |                   |                   |

### Boxe
Le Kazakhstan qualifie un homme pour chaque catégorie, ainsi que trois femmes. L'équipe masculine inclut les jumeaux Nurbek Oralbay et Aibek Oralbay, Saken Bibossinov et Kamshybek Kunkabayev. L'équipe féminine est constituée de Nazym Kyzaibay, Karina Ibragimova et Valentina Khalzova.

### Canoë-kayak
Le Kazakhstan est représenté par Sergey Yemelyanov.

### Escrime
| Athlète                                                             | Compétition       | 1/32 de finale      | Seizièmes de finale     | Huitièmes de finale    | Quarts de finale      | Demi-finales Classement 5-8 | Finale / Classement 5e, 7e place | Rang |
| Athlète                                                             | Compétition       | Adversaire Score    | Adversaire Score        | Adversaire Score       | Adversaire Score      | Adversaire Score            | Adversaire Score                 | Rang |
| ------------------------------------------------------------------- | ----------------- | ------------------- | ----------------------- | ---------------------- | --------------------- | --------------------------- | -------------------------------- | ---- |
| Elmir Alimzhanov                                                    | Épée individuelle | Exempté             | Midelton Victoire 15-14 | Vismara Défaite 13-14  | Éliminé               | Éliminé                     | Éliminé                          | 14e  |
| Ruslan Kurbanov                                                     | Épée individuelle | Exempté             | El-Kord Victoire 15-13  | Cannone Victoire 15-10 | Kanō Défaite 6-15     | Éliminé                     | Éliminé                          | 6e   |
| Vadim Sharlaimov                                                    | Épée individuelle | Saner Victoire 15-9 | Borel Défaite 13-15     | Éliminé                | Éliminé               | Éliminé                     | Éliminé                          | 31e  |
| Ruslan Kurbanov Elmir Alimzhanov Vadim Sharlaimov Yerlik Sertay (r) | Épée par équipes  | Exempté             | Exempté                 | Exempté                | Hongrie Défaite 30-45 | Égypte Victoire 36-21       | Italie Défaite 36-45             | 6e   |

| Athlète         | Compétition      | 1/32 de finale          | Seizièmes de finale         | Huitièmes de finale | Quarts de finale | Demi-finales / Classement 5-8 | Finale / Classement 5e, 7e place | Rang |
| Athlète         | Compétition      | Adversaire Score        | Adversaire Score            | Adversaire Score    | Adversaire Score | Adversaire Score              | Adversaire Score                 | Rang |
| --------------- | ---------------- | ----------------------- | --------------------------- | ------------------- | ---------------- | ----------------------------- | -------------------------------- | ---- |
| Aigerim Sarybay | Sabre individuel | Benadouda Victoire 15-9 | Apithy-Brunet Défaite 12-15 | Éliminée            | Éliminée         | Éliminée                      | Éliminée                         | 30e  |

### Judo
Yeldos Smetov représente le Kazakhstan en judo.

### Tir
| Tireurs | Compétition                  | Qualification | Qualification | Finale | Finale |
| Tireurs | Compétition                  | Points        | Rang          | Points | Rang   |
| ------- | ---------------------------- | ------------- | ------------- | ------ | ------ |
|         | Pistolet à 10 m air comprimé |               | e             |        | e      |
|         | Pistolet à 25 m tir rapide   |               | e             |        | e      |
|         | Carabine à 10 m air comprimé |               | e             |        | e      |
|         | Carabine à 50 m 3 positions  |               | e             |        | e      |
|         | Fosse olympique              |               | e             |        | e      |
|         | Skeet                        |               | e             |        | e      |

| Tireuses | Compétition                  | Qualification | Qualification | Finale | Finale |
| Tireuses | Compétition                  | Points        | Rang          | Points | Rang   |
| -------- | ---------------------------- | ------------- | ------------- | ------ | ------ |
|          | Pistolet à 10 m air comprimé |               | e             |        | e      |
|          | Pistolet à 25 m              |               | e             |        | e      |
|          | Carabine à 10 m air comprimé |               | e             |        | e      |
|          | Carabine à 50 m 3 positions  |               | e             |        | e      |
|          | Fosse olympique              |               | e             |        | e      |
|          | Skeet                        |               | e             |        | e      |

| Tireurs                     | Compétition                  | Qualification 1 | Qualification 1 | Qualification 2 | Qualification 2 | Finale / MB                             | Finale / MB |
| Tireurs                     | Compétition                  | Points          | Rang            | Points          | Rang            | Adversaires Résultat                    | Rang        |
| --------------------------- | ---------------------------- | --------------- | --------------- | --------------- | --------------- | --------------------------------------- | ----------- |
|                             | Pistolet à 10 m air comprimé |                 | e               |                 | e               | /                                       | e           |
| Alexandra Le Islam Satpayev | Carabine à 10 m air comprimé | 630,8 pts       | 3e              | Non disputé     | Non disputé     | Anna Janßen / Maximilian Ulbrich 17 - 5 | 3e          |
|                             | Skeet                        |                 | e               | Non disputé     | Non disputé     | /                                       | e           |

### Tir à l'arc
Ilfat Abdullin, Alexandr Yeremenko et Dauletkeldi Zhangbyrbay se qualifient pour les épreuves masculines.